# Resolución 35 del Consejo de Seguridad de las Naciones Unidas
La resolución 35 del Consejo de Seguridad de las Naciones Unidas, adoptada el 3 de octubre de 1947, envió una petición para que la Secretaría General de las Naciones Unidas convocase y organizase el programa de trabajo para el comité de tres miembros, dispuesto a lo acordado en la Resolución 31 del Consejo de Seguridad de las Naciones Unidas, tan pronto como fuese posible.
La resolución fue adoptada por nueve votos a favor y con las abstenciones de Polonia y la Unión Soviética.